# سميرة بدران
سميرة بدران (1954-) هي فنانة فلسطينية ولدت في ليبيا. والدها هو الفنان جمال بدران، تخرجت من أكاديمية الفنون الجميلة في القاهرة عام 1976، وأكملت دراستها في الحفر والتصوير الزيتي في أكاديمية الفنون الجميلة في فلورنسا عام 1982. قامت بتدريس الفن لمدة سنتين في مركز تدريب المعلمات الأونروا في رام الله. وبين عامي 2012 و2014، قامت بعمل دورات رسم مكثفة في الأكاديمية الدولية للفنون في فلسطين. بدأت فنها في رام الله، ثم انتقلت إلى القاهرة، وفلورنسا، وبرشلونة. تستلهم أغلب أعمالها الفنية من واقع صعوبة الحياة تحت الاحتلال الإسرائيلي. وأنتجت فيلم بعنوان ذاكرة الأرض وحصل على جائزتين في إيطاليا لأفضل فيلم تجريبي في مهرجان نظرة للفيلم القصير فلسطين في فينيسيا، وجائزة حنظلة لأفضل فيلم تجريبي في مهرجان الأرض في سردينيا، وعلى جائزة تقدير لجنة التحكيم في مهرجان هويسكا العالمي للفيلم القصير، إسبانيا عام 2017. 

## أسلوبها وتطورها الفني
تميزت أعمالها بمزجها بين العضوي والميكانيكي، حيث تعيد توظيف وصياغة العناصر المرئية من الواقع، وتجمع مفرداتها لإخراجها بقالب جديد يعكس مضموناً إنسانياً. يلعب اللون دوراً مهماً في تجربتها التصويرية، حيث تضفي عليه قيمة تعبيرية عالية وتوظفه في بناء الأشكال لتخلق عالماً خاصاً بها مليئاً بالتوتر والقلق. ورغم أن ممارساتها الفنية تطورت خلال مسيرتها التي استمرت أربعين عاماً، إلا أنها استمرت في إنتاج أعمال تعكس ترابطاً منطقياً وموضوعياً تناولت فيه مفاهيم الذاكرة الجمعية، تقييد الحركة والحواجز وأنظمة المراقبة، والإغلاق وتجزئة الجغرافيا في السياق الفلسطيني. تمحورت تجربتها الفنية في السنوات الأخيرة حول إعادة تصوراتها للواقع الفلسطيني، وإثارة أسئلة حول ممارسات الاستعمار الإسرائيلي في مواجهة الثقافة الأصلية لسكان المناطق المحتلة، فقامت بتفكيك أعمالها وإعادة تركيب تفاصيلها لبناء رؤى متعددة الأبعاد. حيث بدران العديد من التقنيات الفنية المعاصرة، التي تمزج بين الرسم بالحبر والألوان المائية والتصوير بالزيت والإكريليك والكولاج بالأبيض والأسود، والرسم على الصور الفوتوغرافية والطباعة والأعمال التركيبية.

## معارضها الفردية
- المركز الثقافي الملكي، الأردن عام 1985.[6]
- المجلس الثقافي البريطاني، الأردن عام 1987.[7]
- معرض نوفا إسباي أجورا، كاتالونيا، برشلونة عام 2012.

## معارضها الجماعية
شاركت سميرة بدران في عديد من المعارض، منها:
- فنانون فلسطينيون في الأرض المحتلة، معرض متجول في ثماني ولايات أمريكية عام 1977.
- فنانات من العالم العربي، المتحف الوطني للمرأة، واشنطن عام 1994.
- حكاية عائلة عربية، وزارة الخارجية، برلين عام 2005.
- جسر إلى فلسطين، جاليري مارك هاشم، بيروت عام 2014.[9]
- على طول الطريق، 150 عاماً من الفن الفلسطيني، بنك فلسطين، بيت لحم عام 2020.

## مقتنياتها
اقتنت عدة مؤسسات أعمال سميرة بدران، منها: متحف جامعة بيرزيت، فلسطين المحتلة، ومؤسسة رمزي وسائدة دلول للفنون، بيروت، لبنان، المتحف الوطني الأردني في عمان، ومجموعة جورج الأعمى الخاصة، بيت لحم، ومؤسسة مدرسة الموسيقا في فييزولي، إيطاليا، ومؤسسة بارجيل للفنون، الشارقة، الإمارات العربية المتحدة.